# Saison 2017-2018 du Stade brestois 29
Dernière mise à jour : 17 septembre 2016.
Chronologie
Saison précédente Saison suivante
La saison 2017-2018 du Stade brestois 29, club de football français, voit l'équipe évoluer en Ligue 2 pour la cinquième saison consécutive, après sa relégation à l'issue de la saison 2012-2013.
Il s'agit de la 22e saison en Ligue 2 de l'histoire du club.

## Avant-saison
Après avoir frôlé la montée la saison précédente, le Stade brestois repart avec un effectif à nouveau largement modifié. La mise en route est difficile mais les Brestois montent ensuite en puissance et alignent une belle série. Mais friable défensivement, Brest reste fragile et connaît à l'automne une passe plus délicate. Avant Noël, les Brestois mettent un nouveau coup d'accélérateur et finissent l'année 2017 avec 4 victoires, ce qui les place à la trêve à la 5e place, à égalité de points avec le deuxième.

### Matchs de préparation
| Date           | Adversaire       | lieu         | Résultat | Buteur(s) brestois     |
| -------------- | ---------------- | ------------ | -------- | ---------------------- |
| 08 / 07 / 2017 | Le Havre AC      | Lamballe     | 1-1      | Ngassaki 63e           |
| 12 / 07 / 2017 | US Concarneau    | Landivisiau  | 0-2      |                        |
| 15 / 07 / 2017 | Stade rennais FC | Saint-Brieuc | 1-2      | Autret 35e             |
| 18 / 07 / 2017 | EA Guingamp      | Lannion      | 0-1      |                        |
| 21 / 07 / 2017 | FC Lorient       | Brest        | 2-1      | Butin 84e · Autret 89e |

## Transferts

### Été 2017
Dès le printemps 2017, les contrats d'Ibrahima Sissoko et de Corentin Jacob, qui couraient jusqu'en 2018, sont respectivement prolongés de 1 et 2 ans. À la fin de la saison 2016-2017, beaucoup de joueurs arrivent en fin de contrat, et à l'ouverture du mercato d'été le 9 juin, il y a potentiellement 15 joueurs sur le départ. Certains départs sont actés comme les retours de prêt dans leurs clubs respectifs de : Valentin Lavigne (FC Lorient), Neal Maupay (AS Saint-Étienne), Louis Nganioni (Olympique lyonnais) et Habib Diallo (FC Metz). Manuel Perez, au club depuis 4 ans, n'est pas conservé par ailleurs. Le club propose à 10 joueurs en fin de contrat de prolonger au club. Il s'agit de Brendan Chardonnet, Bruno Grougi, Pierre Magnon, Zakarie Labidi, Valentin Henry, Donovan Léon, Luciano Castán, Bryan Pelé, Cristian Battocchio et Steven Joseph-Monrose. D'autre part, le club propose également de prolonger la durée des contrats de certains joueurs comme Julien Faussurier et Zakaria Diallo. 
La première arrivée au club vient de la formation puisque le gardien Gautier Larsonneur signe son premier contrat professionnel d'une durée de 3 ans. Mathias Autret, en fin de contrat au RC Lens, revient au Stade brestois en signant pour deux ans (plus une année en option). Le défenseur central Anthony Weber arrive libre du Stade de Reims, et signe également pour deux ans (plus une année en option). Début juin, Brendan Chardonnet prolonge son contrat de 2 ans. Mi-juin, c'est au tour de Pierre Magnon, Zakarie Labidi et Valentin Henry qui prolongent d'un an leurs contrats. Le gardien Joan Hartock, ayant perdu sa place de titulaire en fin de saison dernière, résilie son contrat et signe à l'US Quevilly-Rouen Métropole. Bruno Grougi prolonge d'un an son contrat le 22 juin. C'est ensuite au tour du gardien de but de l'Olympique de Marseille Julien Fabri de s'engager pour deux ans. Jessy Pi, arrive ensuite en prêt sans option d'achat en provenance du Toulouse FC.
Prolongations :
| Joueurs            | Nationalité | Poste     | Club              | Pays   | Division | Durée                                |
| ------------------ | ----------- | --------- | ----------------- | ------ | -------- | ------------------------------------ |
| Brendan Chardonnet | France      | Défenseur | Stade brestois 29 | France | Ligue 2  | Fin de contrat - prolongation 2 ans  |
| Pierre Magnon      | France      | Milieu    | Stade brestois 29 | France | Ligue 2  | Fin de contrat - prolongation 1 an   |
| Zakarie Labidi     | France      | Milieu    | Stade brestois 29 | France | Ligue 2  | Fin de contrat - prolongation 1 an   |
| Valentin Henry     | France      | Attaquant | Stade brestois 29 | France | Ligue 2  | Fin de contrat - prolongation 1 an   |
| Bruno Grougi       | France      | Milieu    | Stade brestois 29 | France | Ligue 2  | Fin de contrat - prolongation 1 an   |
| Julien Faussurier  | France      | Milieu    | Stade brestois 29 | France | Ligue 2  | Contrat en cours - prolongation 1 an |

Détails des transferts de la période estivale - Départs :
| Joueurs               | Nationalité | Poste     | Club                        | Pays        | Division                  | Durée                                     |
| --------------------- | ----------- | --------- | --------------------------- | ----------- | ------------------------- | ----------------------------------------- |
| Louis Nganioni        | France      | Défenseur | Olympique lyonnais          | France      | Ligue 1                   | Retour de prêt                            |
| Valentin Lavigne      | France      | Attaquant | FC Lorient                  | France      | Ligue 2                   | Retour de prêt                            |
| Neal Maupay           | France      | Attaquant | AS Saint-Étienne            | France      | Ligue 1                   | Retour de prêt - Transfert à Brentford FC |
| Habib Diallo          | Sénégal     | Attaquant | FC Metz                     | France      | Ligue 1                   | Retour de prêt                            |
| Manuel Perez          | France      | Milieu    | Clermont Foot 63            | France      | Ligue 2                   | Libre - contrat 2 ans                     |
| Luciano Castán        | Brésil      | Défenseur | Al-Khor Sports Club         | Qatar       | Qatar Stars League        | Fin de contrat                            |
| Bryan Pelé            | France      | Milieu    | ESTAC                       | France      | Ligue 1                   | Libre - contrat 2 ans                     |
| Joan Hartock          | France      | Gardien   | US Quevilly-Rouen Métropole | France      | Ligue 2                   | Résiliation                               |
| Donovan Léon          | France      | Gardien   |                             |             |                           | Fin de contrat                            |
| Cristian Battocchio   | Italie      | Milieu    | Maccabi Tel-Aviv FC         | Israël      | Ligat ha'Al               | Libre - contrat 2 ans                     |
| Steven Joseph-Monrose | France      | Attaquant | FK Qabala                   | Azerbaïdjan | Azərbaycan Premyer Liqası | Libre - contrat 2 ans                     |

Détails des transferts de la période estivale - Arrivées :
| Joueurs                  | Nationalité         | Poste     | Club                        | Pays     | Division    | Durée                                 |
| ------------------------ | ------------------- | --------- | --------------------------- | -------- | ----------- | ------------------------------------- |
| Gautier Larsonneur       | France              | Gardien   | Stade brestois 29           | France   | CFA2        | Premier contrat professionnel 3 ans   |
| Mathias Autret           | France              | Milieu    | RC Lens                     | France   | Ligue 2     | Libre - contrat 2 ans (+ option 1 an) |
| Anthony Weber            | France              | Défenseur | Stade de Reims              | France   | Ligue 2     | Libre - contrat 2 ans (+ option 1 an) |
| Julien Fabri             | France              | Gardien   | Olympique de Marseille      | France   | Ligue 1     | Résiliation - contrat 2 ans           |
| Exaucé Ngassaki Ndongo   | République du Congo | Attaquant | Stade Malherbe de Caen      | France   | Ligue 1     | Libre - contrat 1 an                  |
| Jessy Pi                 | France              | Milieu    | Toulouse FC                 | France   | Ligue 1     | Prêt sans option d'achat              |
| Gaëtan Charbonnier       | France              | Attaquant | Stade de Reims              | France   | Ligue 2     | Libre - contrat 2 ans                 |
| Édouard Butin            | France              | Attaquant | Valenciennes FC             | France   | Ligue 2     | Libre - contrat 1 an (+ option 1 an)  |
| Jason Berthomier         | France              | Milieu    | Bourg-en-Bresse Péronnas 01 | France   | Ligue 2     | Libre - contrat 2 ans                 |
| Jean-Charles Castelletto | Cameroun            | Défenseur | Club Bruges KV              | Belgique | Division 1A | Transfert - contrat 3 ans             |
| David Kiki               | Bénin               | Défenseur | Chamois niortais            | France   | Ligue 2     | Transfert - contrat 3 ans             |
| Lenny Pintor             | France              | Attaquant | Sporting Club de Bastia     | France   | CFA2        | Premier contrat professionnel 3 ans   |
| Hugo Magnetti            | France              | Milieu    | Sporting Club de Bastia     | France   | CFA2        | Libre - contrat de stagiaire pro      |
| Habib Diallo             | Sénégal             | Attaquant | FC Metz                     | France   | Ligue 1     | Prêt sans option d'achat              |
| Donovan Léon             | France              | Gardien   | Stade brestois 29           | France   | Ligue 2     | Libre - contrat de 1 an               |
| Kévin Mayi               | France              | Attaquant | NEC Nimègue                 | Pays-Bas | Eredivisie  | Résiliation - contrat de 3 ans        |

## Hiver 2018
Prolongations :
| Joueurs            | Nationalité | Poste     | Club              | Pays   | Division | Durée |
| ------------------ | ----------- | --------- | ----------------- | ------ | -------- | ----- |
| Ibrahima Sissoko   | France      | Milieu    | Stade brestois 29 | France | Ligue 2  | 2 ans |
| Gautier Larsonneur | France      | Gardien   | Stade brestois 29 | France | Ligue 2  | 1 an  |
| Valentin Henry     | France      | Défenseur | Stade brestois 29 | France | Ligue 2  | 1 an  |

Détails des transferts de la période hivernale - Départs :
| Joueurs        | Nationalité | Poste     | Club                  | Pays   | Division | Durée          |
| -------------- | ----------- | --------- | --------------------- | ------ | -------- | -------------- |
| Zakaria Diallo | France      | Défenseur | Impact de Montréal FC | Canada | MLS      | Résiliation    |
| Corentin Jacob | France      | Milieu    | Bastia Borgo          | France | National | Prêt de 6 mois |

## Compétitions

### Ligue 2 2017-2018
| Journée       | Date       | Heure | Chaîne TV                     | D/E | Adversaire                           | Score | Buteur(s) SB29                                         | Points | Classement | Affluence |
| ------------- | ---------- | ----- | ----------------------------- | --- | ------------------------------------ | ----- | ------------------------------------------------------ | ------ | ---------- | --------- |
| Matchs Aller  |            |       |                               |     |                                      |       |                                                        |        |            |           |
| 01            | 28/07/2017 | 20h00 | beIN SPORTS 2                 | D   | LB Châteauroux                       | 2-3   | 30e Weber 68e (pen.) Grougi                            | 0 pts  | 15e        | 7 572     |
| 02            | 04/08/2017 | 20h00 | beIN SPORTS MAX 4             | E   | AC Ajaccio                           | 2-1   | 88e Grougi                                             | 0 pts  | 17e        | 2 784     |
| 03            | 11/08/2017 | 20h00 | beIN SPORTS MAX 5             | D   | Gazélec d'Ajaccio                    | 0-0   |                                                        | 1 pts  | 18e        | 6 711     |
| 04            | 19/08/2017 | 15h00 | beIN SPORTS 1                 | E   | Racing Club de Lens                  | 2-4   | 44e Berthomier 47e (csc) Vachoux 63e Pi 81e Faussurier | 4 pts  | 12e        | 24 680    |
| 05            | 25/08/2017 | 20h00 | beIN SPORTS MAX 5             | D   | AS Nancy-Lorraine                    | 2-1   | 68e (pen.) Pi 84e Coeff                                | 7 pts  | 11e        | 7 561     |
| 06            | 11/09/2017 | 20h45 | Canal + Sport                 | E   | Stade de Reims                       | 0-1   | 66e Butin                                              | 10 pts | 10e        | 8 145     |
| 07            | 15/09/2017 | 20h00 | beIN SPORTS MAX 5             | D   | Le Havre AC                          | 1-0   | 89e H. Diallo                                          | 13 pts | 6e         | 6 821     |
| 08            | 19/09/2017 | 21h00 | beIN SPORTS MAX 9             | E   | Chamois niortais                     | 0-2   | 46e (csc) Choplin 59e H. Diallo                        | 16 pts | 5e         | 3 062     |
| 09            | 22/09/2017 | 20h00 | beIN SPORTS 2                 | D   | Paris Football Club                  | 1-1   | 58e Castelletto                                        | 17 pts | 5e         | 7 307     |
| 10            | 29/09/2017 | 20h00 | beIN SPORTS MAX 4             | E   | Tours Football Club                  | 1-2   | 55e H. Diallo 64e Pi                                   | 20 pts | 3e         | 3 507     |
| 11            | 13/10/2017 | 20h00 | beIN SPORTS MAX 4             | D   | AJ Auxerre                           | 1-1   | 7e (pen.) Berthomier                                   | 21 pts | 3e         | 7 025     |
| 12            | 20/10/2017 | 20h00 | beIN SPORTS MAX 7             | E   | Nîmes Olympique                      | 4-0   |                                                        | 21 pts | 7e         | 7 066     |
| 13            | 27/10/2017 | 20h00 | beIN SPORTS MAX 5             | D   | US Orléans                           | 0-1   |                                                        | 21 pts | 8e         | 7 175     |
| 14            | 03/11/2017 | 20h00 | beIN SPORTS MAX 10            | E   | Valenciennes FC                      | 0-0   |                                                        | 22 pts | 8e         | 6 843     |
| 15            | 18/11/2017 | 15h00 | beIN SPORTS 1                 | E   | Football Club Lorient                | 4-2   | 28e 80e Faussurier                                     | 22 pts | 10e        | 13 586    |
| 16            | 24/11/2017 | 20h00 | beIN SPORTS MAX 4             | D   | FC Sochaux-Montbéliard               | 1-0   | 3e Autret                                              | 25 pts | 8e         | 6 438     |
| 17            | 28/11/2017 | 21h00 | beIN SPORTS MAX 7             | E   | Clermont Foot 63                     | 1-2   | 71e 77e Charbonnier                                    | 28 pts | 8e         | 2 420     |
| 18            | 08/12/2017 | 20h00 | beIN SPORTS MAX 5             | D   | Football Bourg-en-Bresse Péronnas 01 | 3-0   | 17e (pen.) Pi 83e Berthomier 86e Sissoko               | 31 pts | 7e         | 6 456     |
| 19            | 15/12/2017 | 20h00 | beIN SPORTS MAX 5             | E   | Quevilly-Rouen Métropole             | 1-4   | 29e Bernard 64e H. Diallo 69e Butin 84e Faussurier     | 34 pts | 5e         | 2 435     |
| Matchs Retour |            |       |                               |     |                                      |       |                                                        |        |            |           |
| 20            | 12/01/2018 | 20h00 | beIN SPORTS MAX 6             | D   | AC Ajaccio                           | 2-3   | 73e Butin 78e Charbonnier                              | 34 pts | 7e         | 7 560     |
| 21            | 16/01/2018 | 21h00 | beIN SPORTS MAX 9             | E   | Gazélec d'Ajaccio                    | 1-1   | 59e Berthomier                                         | 35 pts | 7e         | 2 651     |
| 22            | 19/02/2018 | 20h00 | beIN SPORTS MAX 4             | D   | Racing Club de Lens                  | 1-1   | 12e Butin                                              | 36 pts | 7e         | 7 270     |
| 23            | 26/01/2018 | 20h00 | beIN SPORTS MAX 8             | E   | AS Nancy-Lorraine                    | 2-2   | 36e (csc) Lang 38e Butin                               | 37 pts | 7e         | 10 499    |
| 24            | 05/02/2018 | 20h45 | Canal + Sport                 | D   | Stade de Reims                       | 0-0   |                                                        | 38 pts | 9e         | 7 221     |
| 25            | 09/02/2018 | 20h00 | beIN SPORTS MAX 4             | E   | Le Havre AC                          | 1-0   |                                                        | 38 pts | 10e        | 6 775     |
| 26            | 16/02/2018 | 20h00 | beIN SPORTS MAX 5             | D   | Chamois niortais                     | 2-0   | 47e Faussurier 90e H. Diallo                           | 41 pts | 10e        | 6 599     |
| 27            | 24/02/2018 | 15h00 | beIN SPORTS 1                 | E   | Paris Football Club                  | 0-1   | 90+1e H. Diallo                                        | 44 pts | 9e         | 3 732     |
| 28            | 02/03/2018 | 20h00 | beIN SPORTS 2                 | D   | Tours Football Club                  | 1-3   | 42e Pi                                                 | 44 pts | 9e         | 6 698     |
| 29            | 09/03/2018 | 20h00 | beIN SPORTS Max 6             | E   | AJ Auxerre                           | 1-2   | 45e Faussurier 68e H. Diallo                           | 47 pts | 9e         | 8 017     |
| 30            | 19/03/2018 | 20h45 | Canal + Sport                 | D   | Nîmes Olympique                      | 0-2   |                                                        | 47 pts | 9e         | 6 516     |
| 31            | 30/03/2018 | 20h00 | beIN SPORTS 1                 | E   | US Orléans                           | 1-1   | 39e Berthomier                                         | 48 pts | 8e         | 3 886     |
| 32            | 06/04/2018 | 20h00 | beIN SPORTS MAX 5             | D   | Valenciennes Football Club           | 3-1   | 28e H. Diallo 75e Faussurier 90+4e Autret              | 51 pts | 7e         | 7 498     |
| 33            | 16/04/2018 | 20h45 | Canal + Sport                 | D   | Football Club Lorient                | 3-0   | 25e Charbonnier 47e Berthomier 87e Butin               | 54 pts | 6e         | 11 049    |
| 34            | 20/04/2018 | 20h00 | beIN SPORTS MAX 6             | E   | FC Sochaux-Montbéliard               | 1-1   | 8e Charbonnier                                         | 55 pts | 8e         | 10 036    |
| 35            | 24/04/2018 | 20h00 | beIN SPORTS MAX 6             | D   | Clermont Foot 63                     | 1-0   | 80e H. Diallo                                          | 58 pts | 5e         | 8 171     |
| 36            | 27/04/2018 | 20h00 | beIN SPORTS MAX 5             | E   | Football Bourg-en-Bresse Péronnas 01 | 2-4   | 10e Faussurier 13e (pen.) 40e Charbonnier 48e Grougi   | 61 pts | 4e         | 3 744     |
| 37            | 04/05/2018 | 20h45 | Canal + Décalé                | D   | Quevilly-Rouen Métropole             | 2-0   | 19e 26e Charbonnier                                    | 64 pts | 4e         | 10 059    |
| 38            | 11/05/2018 | 20h45 | Canal + Décalé, beIN SPORTS 1 | E   | LB Châteauroux                       | 2-2   | 35e Castelletto 81e Autret                             | 65 pts | 5e         | 7 837     |

#### Classement
| Rang | Équipe            | Pts | J  | G  | N  | P  | Bp | Bc | Diff | Promotion ou relégation           |
| ---- | ----------------- | --- | -- | -- | -- | -- | -- | -- | ---- | --------------------------------- |
| 3    | AC Ajaccio        | 68  | 38 | 20 | 8  | 10 | 62 | 43 | +19  | Match 2 des barrages de promotion |
| 4    | Le Havre AC       | 66  | 38 | 19 | 9  | 10 | 53 | 34 | +19  | Match 1 des barrages de promotion |
| 5    | Stade brestois 29 | 65  | 38 | 18 | 11 | 9  | 58 | 43 | +15  | Match 1 des barrages de promotion |
| 6    | Clermont Foot 63  | 63  | 38 | 17 | 12 | 9  | 54 | 36 | +18  |                                   |
| 7    | FC Lorient R      | 62  | 38 | 18 | 8  | 12 | 61 | 46 | +15  |                                   |

### Matchs de barrages

#### Barrages de promotion
Le 5e au 3e de Ligue 2 prennent part à des playoffs en matchs unique dont le vainqueur affronte le 18e de la Ligue 1 dans le cadre d'un barrage aller-retour pour une place dans cette division la saison suivante. 
|  | Play-offs Ligue 2 - Match 1 | Play-offs Ligue 2 - Match 1 | Play-offs Ligue 2 - Match 1 | Play-offs Ligue 2 - Match 1 |       |       | Play-offs Ligue 2 - Match 2 | Play-offs Ligue 2 - Match 2 | Play-offs Ligue 2 - Match 2 | Play-offs Ligue 2 - Match 2 |  |  | Barrage Ligue 1 / Ligue 2 | Barrage Ligue 1 / Ligue 2 | Barrage Ligue 1 / Ligue 2 | Barrage Ligue 1 / Ligue 2 |
|  |                             |                             |                             |                             |       |       |                             |                             |                             |                             |  |  |                           |                           |                           |                           |
|  |                             |                             |                             |                             |       |       |                             |                             |                             |                             |  |  |                           |                           |                           |                           |
|  |                             |                             |                             |                             |       |       |                             |                             |                             |                             |  |  |                           |                           |                           |                           |
|  |                             |                             |                             |                             |       |       |                             |                             |                             |                             |  |  |                           |                           |                           |                           |
|  |                             |                             |                             |                             |       |       |                             |                             |                             |                             |  |  |                           |                           |                           |                           |
|  |                             |                             |                             |                             |       |       |                             |                             |                             |                             |  |  |                           |                           |                           |                           |
|  |                             |                             |                             |                             |       |       |                             |                             |                             |                             |  |  |                           |                           |                           |                           |
|  |                             |                             |                             |                             |       |       |                             |                             |                             |                             |  |  |                           |                           |                           |                           |
|  |                             |                             |                             |                             |       |       |                             |                             |                             |                             |  |  |                           |                           |                           |                           |
|  |                             |                             |                             |                             |       |       |                             |                             |                             |                             |  |  |                           |                           |                           |                           |
|  |                             |                             |                             |                             |       |       |                             |                             |                             |                             |  |  |                           |                           |                           |                           |
|  |                             |                             |                             |                             |       |       |                             |                             |                             |                             |  |  |                           |                           |                           |                           |
|  | 18e L1                      | Toulouse FC                 | 3                           | 1                           |       |       |                             |                             |                             |                             |  |  |                           |                           |                           |                           |
|  | 18e L1                      | Toulouse FC                 | 3                           | 1                           |       |       |                             |                             |                             |                             |  |  |                           |                           |                           |                           |
|  |                             |                             | 3e L2                       | AC Ajaccio                  | 0     | 0     |                             |                             |                             |                             |  |  |                           |                           |                           |                           |
|  |                             |                             |                             |                             | 0     | 0     |                             |                             |                             |                             |  |  |                           |                           |                           |                           |
|  |                             |                             |                             |                             |       |       |                             |                             |                             |                             |  |  |                           |                           |                           |                           |
|  |                             |                             |                             |                             |       |       |                             |                             |                             |                             |  |  |                           |                           |                           |                           |
|  | 3e L2                       | AC Ajaccio                  | 2 (5)                       | 2 (5)                       |       |       |                             |                             |                             |                             |  |  |                           |                           |                           |                           |
|  | 3e L2                       | AC Ajaccio                  | 2 (5)                       | 2 (5)                       |       |       |                             |                             |                             |                             |  |  |                           |                           |                           |                           |
|  |                             |                             | 4e L2                       | Le Havre AC                 | 2 (3) | 2 (3) |                             |                             |                             |                             |  |  |                           |                           |                           |                           |
|  | 4e L2                       | Le Havre AC                 | 4e L2                       | Le Havre AC                 | 2 (3) | 2 (3) | 2                           | 2                           |                             |                             |  |  |                           |                           |                           |                           |
|  | 4e L2                       | Le Havre AC                 |                             |                             |       |       |                             | 2                           |                             |                             |  |  |                           |                           |                           |                           |
|  | 5e L2                       | Stade brestois 29           | 0                           | 0                           |       |       |                             |                             |                             |                             |  |  |                           |                           |                           |                           |
|  | 5e L2                       | Stade brestois 29           | 0                           | 0                           |       |       |                             |                             |                             |                             |  |  |                           |                           |                           |                           |
|  |                             |                             |                             |                             |       |       |                             |                             |                             |                             |  |  |                           |                           |                           |                           |

| Match 1                 | Le Havre AC               | 2 - 0   | Stade brestois 29 | Stade Océane, Le Havre                                            |                                                                   |
| Mardi 15 mai 2018 20h45 | Fontaine 38e · Bonnet 88e | (1 - 0) |                   | Diffuseur : Canal+ Sport, beIN Sports 1 Arbitrage : Benoît Millot | Diffuseur : Canal+ Sport, beIN Sports 1 Arbitrage : Benoît Millot |

| Match 2                    | AC Ajaccio | -   | Le Havre AC | Stade François-Coty, Ajaccio      |                                   |
| Vendredi 18 mai 2018 20h45 |            | (-) |             | Diffuseur : Canal+, beIN Sports 1 | Diffuseur : Canal+, beIN Sports 1 |

| Match aller                | Vainqueur du Match 2 | -   | 18e de la Ligue 1 2017-2018 | Stade du vainqueur du Match 2     |                                   |
| Mercredi 23 mai 2018 20h45 |                      | (-) |                             | Diffuseur : Canal+, beIN Sports 1 | Diffuseur : Canal+, beIN Sports 1 |

| Match retour               | 18e de la Ligue 1 2017-2018 | -   | Vainqueur du Match 2 | Stade du 18e de la Ligue 1 2017-2018 |                                   |
| Dimanche 27 mai 2018 21h00 |                             | (-) |                      | Diffuseur : Canal+, beIN Sports 1    | Diffuseur : Canal+, beIN Sports 1 |

### Coupe de la Ligue 2017-2018
Le Stade brestois 29 entre en lice au premier tour de la Coupe de la Ligue, tout comme l'ensemble des clubs de Ligue 2 et les 3 clubs de National professionnels.
Le premier tour se déroulera le 8 août 2017 contre le Paris FC.
Détails des matchs
| 1er tour                | Paris FC                                                   | 0 - 0 t.a.b 4-3 | Stade brestois 29                                 | Stade Charléty, Paris                                             |                                                                   |
| Mardi 8 août 2017 20h00 |                                                            | (0 - 0)         |                                                   | Spectateurs : 1 200 Diffuseur : Foot+ Arbitrage : Sylvain Palhies | Spectateurs : 1 200 Diffuseur : Foot+ Arbitrage : Sylvain Palhies |
| Mardi 8 août 2017 20h00 | Akichi · Nomenjanahary · Alami · Robail · Karamoko · Yohou | Tirs au but     | Berthomier · Labidi · Pi · Butin · Grougi · Coeff | Spectateurs : 1 200 Diffuseur : Foot+ Arbitrage : Sylvain Palhies | Spectateurs : 1 200 Diffuseur : Foot+ Arbitrage : Sylvain Palhies |

### Coupe de France 2017-2018
Le Stade brestois 29 entre en lice au septième tour de la Coupe de France, tout comme l'ensemble des clubs de Ligue 2.
Le septième tour se déroulera le week-end du 10, 11 et 12 novembre 2017.
| 7e tour                                 | C.S Pledrannais | 0 - 5   | Stade brestois 29                                                                   | Stade Fred-Aubert, Saint-Brieuc                    |                                                    |
| Dimanche 12 novembre 2017 14h30 (UTC+1) |                 | (0 - 2) | Mathias Autret 37e · Jessy Pi 50e · Habib Diallo 75e · Gaëtan Charbonnier 89e 90+1e | Spectateurs : 3 000 Arbitrage : Benjamin Lepaysant | Spectateurs : 3 000 Arbitrage : Benjamin Lepaysant |

| 8e tour                              | US Concarneau                 | 3 - 2 a.p | Stade brestois 29                       | Stade Guy Piriou, Concarneau                   |                                                |
| Samedi 2 décembre 2017 15h00 (UTC+1) | Richetin 79e · Idazza 84e 92e | (0 - 2)   | Habib Diallo 14e · Jason Berthomier 43e | Spectateurs : 3 953 Arbitrage : Aurélien Petit | Spectateurs : 3 953 Arbitrage : Aurélien Petit |

### Meilleurs Buteurs et passeurs
| Position | Nom                      | Buts en L2 | Buts en C.F | Passes décisives L2 | Passes décisives C.F | Total Buts | Total Passes dé. |
| -------- | ------------------------ | ---------- | ----------- | ------------------- | -------------------- | ---------- | ---------------- |
| 1        | Habib Diallo             | 9          | 2           | 5                   | 1                    | 11         | 6                |
| -        | Gaëtan Charbonnier       | 9          | 2           | 1                   | 0                    | 11         | 1                |
| 2        | Julien Faussurier        | 8          | 0           | 13                  | 1                    | 8          | 14               |
| 3        | Jason Berthomier         | 6          | 1           | 2                   | 0                    | 7          | 2                |
| 4        | Édouard Butin            | 6          | 0           | 4                   | 0                    | 6          | 4                |
| -        | Jessy Pi                 | 5          | 1           | 2                   | 0                    | 6          | 2                |
| 5        | Mathias Autret           | 4          | 1           | 5                   | 1                    | 5          | 6                |
| 6        | Bruno Grougi             | 3          | 0           | 0                   | 0                    | 3          | 0                |
| 7        | Gaëtan Belaud            | 2          | 0           | 1                   | 0                    | 2          | 1                |
| -        | Jean-Charles Castelletto | 2          | 0           | 0                   | 0                    | 2          | 0                |
| 8        | Quentin Bernard          | 1          | 0           | 5                   | 0                    | 1          | 5                |
| -        | Ibrahima Sissoko         | 1          | 0           | 2                   | 0                    | 1          | 2                |
| -        | Anthony Weber            | 1          | 0           | 1                   | 0                    | 1          | 1                |
| -        | Alexandre Coeff          | 1          | 0           | 0                   | 0                    | 1          | 0                |
| 9        | David Kiki               | 0          | 0           | 1                   | 0                    | 0          | 1                |
| -        | Lenny Pintor             | 0          | 0           | 1                   | 0                    | 0          | 1                |